# IBPS

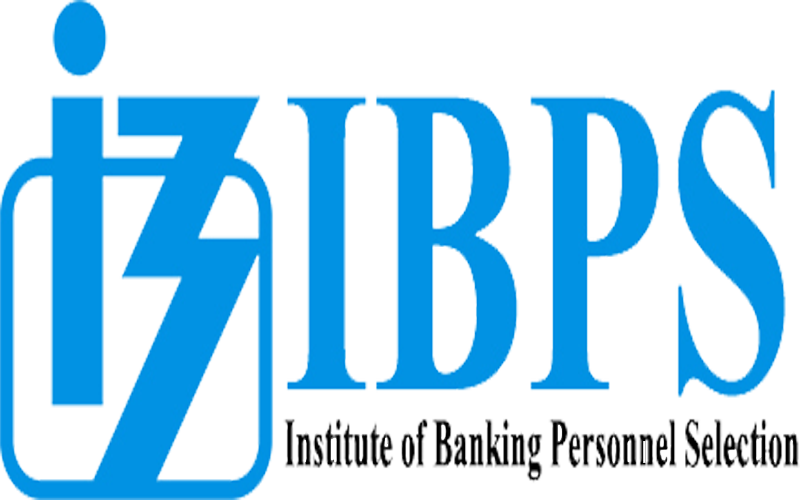

IBPS(Institute of Banking Personnel Selection)는 인도 재무부, 정부 소유의 중앙 채용 기관으로, 젊은 학부생, 대학원생 및 박사 학위를 그룹 수준으로 모집하고 배치하는 것을 장려하기 위해 설립되었다. 인도 국유 은행 및 지역 농촌 은행에서의 'A' 임원, 그룹 'B' 임원, 그룹 'C' 직원 및 그룹 'D' 직원의 등급을 매긴다. 또한 조직에 평가 및 결과 처리 서비스를 위한 표준화된 시스템을 제공한다.

## 서비스
- 프로젝트 상담 : 채용 및 승진을 위한 시험 실시 지원
- 조직이 적합한 직위에 대한 지원자의 지식과 기술을 식별하는 데 도움을 주는 평가 센터
- 후보자의 높은 인지 능력을 확인하기 위해 그룹 연습과 인터뷰를 사용한 성격 평가
- 관찰 및 인터뷰 기술을 개발하는 데 도움이 되는 고위 직원을 위한 교육 프로그램
- 자신만의 문제지를 디자인하는 사람들을 위한 워크숍
- 인터뷰나 그룹 연습을 효과적으로 수행할 수 있는 전문가 목록